# Arbat, Armenien
Arbat (armeniska: Արբաթ) är en ort i Armenien. Den ligger i provinsen Armavir, i den centrala delen av landet, 11 kilometer sydväst om huvudstaden Jerevan. Arbat ligger 857 meter över havet och antalet invånare är 1 884.
Terrängen runt Arbat är platt åt sydväst, men åt nordost är den kuperad. Runt Arbat är det ganska tätbefolkat, med 155 invånare per kvadratkilometer.. Närmaste större samhälle är Jerevan, 10,6 kilometer nordost om Arbat. 
Trakten runt Arbat består till största delen av jordbruksmark.